# Gran Premio d'Europa 2009
Il Gran Premio d'Europa 2009 è stata l'undicesima prova della stagione 2009 del campionato mondiale di Formula 1. La gara si è corsa domenica 23 agosto sul circuito urbano di Valencia, in Spagna, ed è stata vinta dal brasiliano Rubens Barrichello su Brawn-Mercedes, al decimo successo in carriera. Barrichello ha preceduto all'arrivo il britannico Lewis Hamilton su McLaren-Mercedes e il finlandese Kimi Räikkönen su Ferrari.

## Vigilia

### Sviluppi futuri
Il 1º agosto è stato firmato il nuovo Patto della Concordia che regolerà il funzionamento della Formula 1 fino al 31 dicembre 2012, prevedendo le stesse procedure previste dal patto del 1998.
Il 29 luglio la BMW aveva annunciato invece che non avrebbe proseguito dal campionato 2010 l'impegno in Formula 1. A seguito di questo ritiro, la FIA ha riaperto i termini per la selezione di scuderie per la stagione 2010.
Sebastian Vettel prolunga di tre anni il contratto con la Red Bull.

### Aspetti sportivi
A seguito dell'incidente di Fernando Alonso nel corso del Gran Premio d'Ungheria, la FIA aveva deciso di squalificare la Renault per questo gran premio, per avere rimandato in pista la vettura dopo il pit stop, pur sapendo che la ruota anteriore destra non era ben fissata. La Renault ha presentato un ricorso, che venne discusso il 17 agosto. Nell'appello la Renault è stata riammessa, pur essendo condannata a pagare una multa di 50.000 dollari.
Da questo Gran Premio, Luca Badoer sostituisce Felipe Massa, infortunatosi nel Gran Premio d'Ungheria, alla guida della Ferrari numero 3. Per molto tempo si era parlato di Michael Schumacher, successivamente ritirato alla proposta per gravi problemi al collo. Per Badoer si tratta del ritorno in F1 da pilota titolare dieci anni dopo l'ultima apparizione avvenuta alla guida della Minardi nel Gran Premio del Giappone 1999. Il pilota veneto è il primo italiano alla guida di una Rossa dopo Nicola Larini al Gran Premio di San Marino 1994.
La Renault, invece, sostituisce Nelson Piquet Jr. quale pilota titolare con l'esordiente Romain Grosjean.

### Aspetti tecnici
La Bridgestone, per il Gran Premio, ha fornito coperture di tipo supermorbido e morbido..
In seguito alle richiesta fatte dai piloti nel corso dell'anno precedente, il circuito è stato modificato in taluni punti per renderlo più sicuro. Si è agito soprattutto sull'uscita dalla corsia dei box, eliminando il muro che la separava dalla pista. Sono stati modificati anche i cordoli alle curve 3, 5 e 10; oltre al posizionamento di 2 tappeti di erba sintetica all'uscita delle curve 10 e 14.

## Prove
Nella prima sessione del venerdì, si è avuta questa situazione:
| Pos | N  | Pilota             | Squadra-Motore   | Tempo    | Gap   | Giri |
| --- | -- | ------------------ | ---------------- | -------- | ----- | ---- |
| 1   | 23 | Rubens Barrichello | Brawn-Mercedes   | 1'42"460 |       | 19   |
| 2   | 2  | Heikki Kovalainen  | McLaren-Mercedes | 1'42"636 | 0"176 | 16   |
| 3   | 1  | Lewis Hamilton     | McLaren-Mercedes | 1'42"654 | 0"194 | 18   |

Nella seconda sessione del venerdì si è avuta questa situazione:
| Pos | N  | Pilota             | Squadra-Motore | Tempo    | Gap   | Giri |
| --- | -- | ------------------ | -------------- | -------- | ----- | ---- |
| 1   | 7  | Fernando Alonso    | Renault        | 1'39"404 |       | 33   |
| 2   | 22 | Jenson Button      | Brawn-Mercedes | 1'40"178 | 0"774 | 33   |
| 3   | 23 | Rubens Barrichello | Brawn-Mercedes | 1'40"209 | 0"805 | 34   |

Nella sessione del sabato mattina, si è avuta questa situazione:
| Pos | N  | Pilota          | Squadra-Motore       | Tempo    | Gap   | Giri |
| --- | -- | --------------- | -------------------- | -------- | ----- | ---- |
| 1   | 20 | Adrian Sutil    | Force India-Mercedes | 1'39"143 |       | 12   |
| 2   | 17 | Kazuki Nakajima | Williams-Toyota      | 1'39"247 | 0"104 | 12   |
| 3   | 5  | Robert Kubica   | BMW Sauber           | 1'39"513 | 0"370 | 12   |

## Qualifiche
Nella sessione di qualificazione, si è avuta questa situazione:
| Pos | N  | Pilota               | Team                 | Q1       | Q2       | Q3       | Massa |
| --- | -- | -------------------- | -------------------- | -------- | -------- | -------- | ----- |
| 1   | 1  | Lewis Hamilton       | McLaren-Mercedes     | 1'38"649 | 1'38"182 | 1'39"489 | 653   |
| 2   | 2  | Heikki Kovalainen    | McLaren-Mercedes     | 1'38"816 | 1'38"230 | 1'39"532 | 655   |
| 3   | 23 | Rubens Barrichello   | Brawn-Mercedes       | 1'39"019 | 1'38"076 | 1'39"563 | 662,5 |
| 4   | 15 | Sebastian Vettel     | RBR-Renault          | 1'39"295 | 1'38"273 | 1'39"789 | 654   |
| 5   | 22 | Jenson Button        | Brawn-Mercedes       | 1'38"531 | 1'38"601 | 1'39"821 | 661,5 |
| 6   | 4  | Kimi Räikkönen       | Ferrari              | 1'38"843 | 1'38"782 | 1'40"144 | 661,5 |
| 7   | 16 | Nico Rosberg         | Williams-Toyota      | 1'39"039 | 1'38"346 | 1'40"185 | 665   |
| 8   | 7  | Fernando Alonso      | Renault              | 1'39"155 | 1'38"717 | 1'40"236 | 656,5 |
| 9   | 14 | Mark Webber          | RBR-Renault          | 1'38"983 | 1'38"625 | 1'40"239 | 664,5 |
| 10  | 5  | Robert Kubica        | BMW Sauber           | 1'38"806 | 1'38"747 | 1'40"512 | 657,5 |
| 11  | 6  | Nick Heidfeld        | BMW Sauber           | 1'39"032 | 1'38"826 |          | 677   |
| 12  | 20 | Adrian Sutil         | Force India-Mercedes | 1'39"145 | 1'38"846 |          | 672,5 |
| 13  | 10 | Timo Glock           | Toyota               | 1'39"459 | 1'38"991 |          | 694,7 |
| 14  | 8  | Romain Grosjean      | Renault              | 1'39"322 | 1'39"040 |          | 677,7 |
| 15  | 12 | Sébastien Buemi      | STR-Ferrari          | 1'38"912 | 1'39"514 |          | 688,5 |
| 16  | 21 | Giancarlo Fisichella | Force India-Mercedes | 1'39"531 |          |          | 692,5 |
| 17  | 17 | Kazuki Nakajima      | Williams-Toyota      | 1'39"795 |          |          | 702   |
| 18  | 9  | Jarno Trulli         | Toyota               | 1'39"807 |          |          | 707,3 |
| 19  | 11 | Jaime Alguersuari    | STR-Ferrari          | 1'39"925 |          |          | 678,5 |
| 20  | 3  | Luca Badoer          | Ferrari              | 1'41"413 |          |          | 690,5 |

## Gara
Lewis Hamilton prende il comando dalla pole, davanti al compagno e a Rubens Barrichello. Come di consueto, la Ferrari scatta bene grazie al KERS e Kimi Räikkönen è quarto davanti a Sebastian Vettel, a Nico Rosberg e Fernando Alonso. Jenson Button guadagna l’ottava piazza tagliando la chicane e deve lasciare passare Mark Webber.
Hamilton allunga fino ad avere quasi otto secondi di vantaggio quando, al giro 15, va ai box per la prima volta. Kovalainen lo segue un giro dopo, mentre Barrichello continua fino al giro 19, guadagnando la seconda posizione, ora a meno di quattro secondi dal leader. Vettel è costretto ad un doppio pit stop per un problema alla pompa del rifornimento, e scivola lontano, per poi ritirarsi per un guaio al motore.
Il gap tra i primi due resta costante nella fase centrale della corsa; quando Hamilton va ai box al giro 36, le gomme non sono pronte e l’inglese perde ogni speranza di vincere il Gp. Barrichello si ferma tre giri dopo ed è ampiamente leader, tanto da far intendere che il problema di Hamilton sia stato ininfluente. Raikkonen guadagna la posizione sul connazionale Kovalainen. Webber perde un paio di posizioni e scivola fuori dalla zona punti.
Barrichello torna a vincere dopo quasi cinque anni dal Gran Premio di Cina 2004 e per la prima volta lo fa non al volante di una Ferrari.
I risultati del GP sono stati i seguenti:
| Pos | N  | Pilota               | Costruttore/Motore   | Giri | Tempo/Ritiro | Griglia | Punti |
| --- | -- | -------------------- | -------------------- | ---- | ------------ | ------- | ----- |
| 1   | 23 | Rubens Barrichello   | Brawn-Mercedes       | 57   | 1h35'51"289  | 3       | 10    |
| 2   | 1  | Lewis Hamilton       | McLaren-Mercedes     | 57   | +2"358       | 1       | 8     |
| 3   | 4  | Kimi Räikkönen       | Ferrari              | 57   | +15"994      | 6       | 6     |
| 4   | 2  | Heikki Kovalainen    | McLaren-Mercedes     | 57   | +20"032      | 2       | 5     |
| 5   | 16 | Nico Rosberg         | Williams-Toyota      | 57   | +20"870      | 7       | 4     |
| 6   | 7  | Fernando Alonso      | Renault              | 57   | +27"744      | 8       | 3     |
| 7   | 22 | Jenson Button        | Brawn-Mercedes       | 57   | +34"913      | 5       | 2     |
| 8   | 5  | Robert Kubica        | BMW Sauber           | 57   | +36"667      | 10      | 1     |
| 9   | 14 | Mark Webber          | RBR-Renault          | 57   | +44"910      | 9       |       |
| 10  | 20 | Adrian Sutil         | Force India-Mercedes | 57   | +47"935      | 12      |       |
| 11  | 6  | Nick Heidfeld        | BMW Sauber           | 57   | +48"822      | 11      |       |
| 12  | 21 | Giancarlo Fisichella | Force India-Mercedes | 57   | +1'03"614    | 16      |       |
| 13  | 9  | Jarno Trulli         | Toyota               | 57   | +1'04"527    | 18      |       |
| 14  | 10 | Timo Glock           | Toyota               | 57   | +1'26"519    | 13      |       |
| 15  | 8  | Romain Grosjean      | Renault              | 57   | +1'31"774    | 14      |       |
| 16  | 11 | Jaime Alguersuari    | STR-Ferrari          | 56   | +1 giro      | 19      |       |
| 17  | 3  | Luca Badoer          | Ferrari              | 56   | +1 giro      | 20      |       |
| 18  | 17 | Kazuki Nakajima      | Williams-Toyota      | 54   | +3 giri      | 17      |       |
| Rit | 12 | Sébastien Buemi      | STR-Ferrari          | 41   | Freni        | 15      |       |
| Rit | 15 | Sebastian Vettel     | RBR-Renault          | 23   | Motore       | 4       |       |

## Curiosità
- Terzo ed ultimo giro veloce per la Toyota.
- Durante la gara non ci fu alcun sorpasso in pista, non succedeva dal Gran Premio degli Stati Uniti 2005.[18]

## Classifiche Mondiali

### Piloti
| Pos | Pilota             | Punti |
| --- | ------------------ | ----- |
| 1   | Jenson Button      | 72    |
| 2   | Rubens Barrichello | 54    |
| 3   | Mark Webber        | 51,5  |
| 4   | Sebastian Vettel   | 47    |
| 5   | Nico Rosberg       | 29,5  |
| 6   | Lewis Hamilton     | 27    |
| 7   | Kimi Räikkönen     | 24    |
| 8   | Jarno Trulli       | 22,5  |
| 9   | Felipe Massa       | 22    |
| 10  | Timo Glock         | 16    |
| 11  | Fernando Alonso    | 16    |
| 12  | Heikki Kovalainen  | 14    |
| 13  | Nick Heidfeld      | 6     |
| 14  | Robert Kubica      | 3     |
| 15  | Sébastien Buemi    | 3     |
| 16  | Sébastien Bourdais | 2     |

### Costruttori
| Pos | Team             | Punti |
| --- | ---------------- | ----- |
| 1   | Brawn-Mercedes   | 126   |
| 2   | RBR-Renault      | 98,5  |
| 3   | Ferrari          | 46    |
| 4   | McLaren-Mercedes | 41    |
| 5   | Toyota           | 38,5  |
| 6   | Williams-Toyota  | 29,5  |
| 7   | Renault          | 16    |
| 8   | BMW Sauber       | 9     |
| 9   | STR-Ferrari      | 5     |